# Château-sur-Epte
Château-sur-Epte är en kommun i departementet Eure i regionen Normandie i norra Frankrike. Kommunen ligger i kantonen Écos som tillhör arrondissementet Les Andelys. År 2022 hade Château-sur-Epte 626 invånare.

## Befolkningsutveckling
Antalet invånare i kommunen Château-sur-Epte
Referens:INSEE